# Château des Pardailhan
Pour les articles homonymes, voir Château de Pardailhan.
Le château des Pardailhan est un château situé à La Caunette, dans l'Hérault, en région Occitanie. Il tient son nom de ses derniers propriétaires nobles, la famille de Treil de Pardailhan.

## Histoire
Construit au XVIIe siècle, le château des Pardailhan est un grand bâtiment rectangulaire sans fioritures surplombant une place ou se trouvait encore récemment "l'Orme de Sully", un très vieil arbre, symbole du pouvoir seigneurial. 
En 1763, Joseph Treil, nouvellement noble rachète le domaine décrit comme composé du château, de quelques bâtiments, d'un four, d'une métairie, de bois, de vignes et de bestiaux. Cela représente alors 45 hectares, décrit à la Révolution française. A cette époque, c'est François de Treil de Pardailhan qui est seigneur des lieux. Il est contraint de mettre sous séquestre ce bien, car son fils, Alexandre de Treil de Pardailhan, garde du corps du roi, a émigré pour fuir la Révolution. En 1797, le seigneur effectue un partage des biens avec la République, avant d'être exproprié au profit de sa fille, Monique, en 1801. Le château restera dans le famille de Treil de Pardailhan jusqu'au milieu du XIXe siècle, et Alexandre de Treil de Pardailhan, devenu sous préfet de l'arrondissement de Saint-Pons à la Restauration, y mourra en 1822. 

## Légende
Afin d'expliquer l'enrichissement rapide de Joseph Treil, la légende d'un pacte avec le diable passé dans ce château est apparue.
Joseph Treil, appelé "le chevalier de Treil de Pardailhan", avait échangé son âme en échange d'une botte emplie de louis d'or. Pour ce faire, les deux complices s'étaient donnés rendez-vous en haut du pigeonnier du château à minuit. Le diable vide alors plusieurs sacs d'or dans la botte, mais ne parvient à la remplir. Ruiné, il est contraint de partir sans l'âme du noble. Joseph Treil avait en fait retiré la semelle de la botte et fait un trou dans le plancher en-dessous,.